# Больцани, Иосиф Антонович
Больцани Иосиф (Фортунат) Антонович — профессор Казанского университета, доктор физики и химии, род. 6 сентября 1818 г. в Берлине, ум. в ночь на 13 февраля 1876 г. в Казани. Отец его, итальянец, содержал небольшую кондитерскую в Берлине; мать его была немка.

## Биография
Образование он получил в элементарной школе в Берлине и мальчиком поступил на службу в торговую контору, где между прочим изучил, для торговых надобностей, языки: английский и французский, а впоследствии и русский. Торговый дом Дациаро отправил его агентом в Россию, и Больцани торговал в поволжских городах книгами и картинами. По влечению к математике, Больцани самостоятельно прошёл курс арифметики и начальной алгебры.
В Казани на него обратил внимание профессор университета Н. И. Лобачевский и в конце 1842 г. доставил ему место надзирателя в первой казанской гимназии, дав совет подготовиться к слушанию лекций в Казанском университете. В мае 1844 г. Больцани успешно сдал сразу два экзамена: за гимназический курс и на степень кандидата университета, для чего представил диссертацию: «Об интегрировании линейных дифференциальных уравнений».
В августе 1844 г. он поступил учителем математики в Родионовский институт в Казани, а в ноябре 1846 г. перешёл в первую казанскую гимназию учителем математики и физики. В 1853 г. Больцани защитил магистерскую диссертацию: «Математические исследования о распределении гальванического тока в телах данного вида», и в мае 1854 г. назначен адъюнктом Казанского университета по кафедре чистой математики, а с 1855 г. перешёл на кафедру физики.
В 1857 г., по поручению университета, Больцани ездил за границу, для приобретения новых приборов для физического кабинета и изучения усовершенствованных способов производства метеорологических и магнитных наблюдений. В течение девяти месяцев, он посетил Берлин, Прагу, Мюнхен, Геттинген, Брюссель, Париж и Лондон, где осмотрел физические кабинеты и метеорологические обсерватории.
В 1858 г., возвратившись из-за границы, Больцани в Санкт-Петербургском университете выдержал экзамен на доктора физики и химии и защитил диссертацию: «О некоторых отношениях жидкостей к гальваническому току» (в печати не появилась). В 1859 г. Больцани избран экстраординарным, а в 1860 г. — ординарным профессором по занимаемой им кафедре в Казанском университете.
В 1862 году советом университета он был командирован в Лондон, для обозрения всемирной выставки. В 1868 г. он избран деканом физико-математического факультета. На первом съезде естествоиспытателей в Петербурге Больцани присутствовал, как представитель физико-математического факультета казанского университета, причём был избран председателем первого заседания секции физики и химии, и, в числе других сделанных им научных сообщений, первый выразил мысль о возможно большем распространении в России метеорологических наблюдений, а также изложил изобретённый им способ изготовления барометров значительного поперечника.
На четвёртом съезде естествоиспытателей в Казани Больцани, избранный председателем пятого заседания соединенных секций математики, механики, астрономии, физики и физической географии, показал изобретённые им: термометр, гигрометр и барометр для дальномерных наблюдений. Затем, он исполнял много научных и административных поручений совета университета и попечителя казанского учебного округа.
Больцани обладал глубокими познаниями в математике и обширными сведениями в новых языках. Как учёный, он известен сочинениями: «Математические исследования о распределении гальванических токов» (Казань, 1855) и «Теория якобиевых функций и эллиптических интегралов» (Казань, 1857); затем, в изданиях казанского университета поместил ряд мелких статей. Умер Больцани от рожистого воспаления подглазной клетчатки, сопровождавшегося воспалением в мозгу.
Больцани был первым вице-президентом общества естествоиспытателей при казанском университете. Формулярный список. — «Известия и учёные записки казанского университета», 1876 г., № 1, стр. 208—217. — «Голос», 1876 г., № 64. — «С.-Петербургские Ведомости», 1876 г., № 54. — «Народная Школа», 1876 г., № 3. — «Иллюстрированная Газета», 1876 г., № 12. — В. Григорьев, «Петербургский Университет», стр. XXIII прим. — «Протокол год. собрания казанского Общ. естествоиспытателей», стр. 11. — Словари: Березина, Венгерова и Андреевского.